# Kloster Mazan
Das Kloster Mazan (Mansiada) ist eine ehemalige Zisterzienserabtei in Frankreich.

## Lage
Die Anlage liegt in der Gemeinde Mazan-l’Abbaye im Vivarais, Département Ardèche, Region Auvergne-Rhône-Alpes, 42 Kilometer nordwestlich von Aubenas.

## Geschichte
Das Kloster wurde im Jahr 1119 als erstes Tochterkloster von Kloster Bonnevaux im Dauphiné (im heutigen Département Isère), dem sechsten Tochterkloster von Kloster Cîteaux, gegründet. Es war Mutterkloster von Kloster Sylvanès, Kloster Le Thoronet, Kloster Bonneval, Kloster Sénanque und Kloster Bonlieu (Loire). Auch das nur kurzzeitig bestehende Kloster Porquerolles (auch: Castelas), eine ursprüngliche Gründung von Augustiner-Chorherren, geht auf Mazan zurück. Das Kloster besaß bis zu 23 Grangien. 1768 zählte es noch 11 Mönche. Im Zug der französischen Revolution wurde es 1791 aufgelöst, anschließend geplündert und die Gebäude verfielen schnell. Die Kirche wurde zunächst als Pfarrkirche genutzt, erwies sich aber als zu groß, und im Kreuzgang entstand ein Friedhof. 1843 wurde unter Benutzung der Umfassungsmauer eine kleinere Pfarrkirche errichtet. Zwar wurde die Klosterkirche 1847 als Monument historique klassifiziert, aber gleichwohl als Steinbruch genutzt; 1923 stürzten die Gewölbe ein. Seit 1966 wurden Sicherungsarbeiten durchgeführt.

## Bauten und Anlage

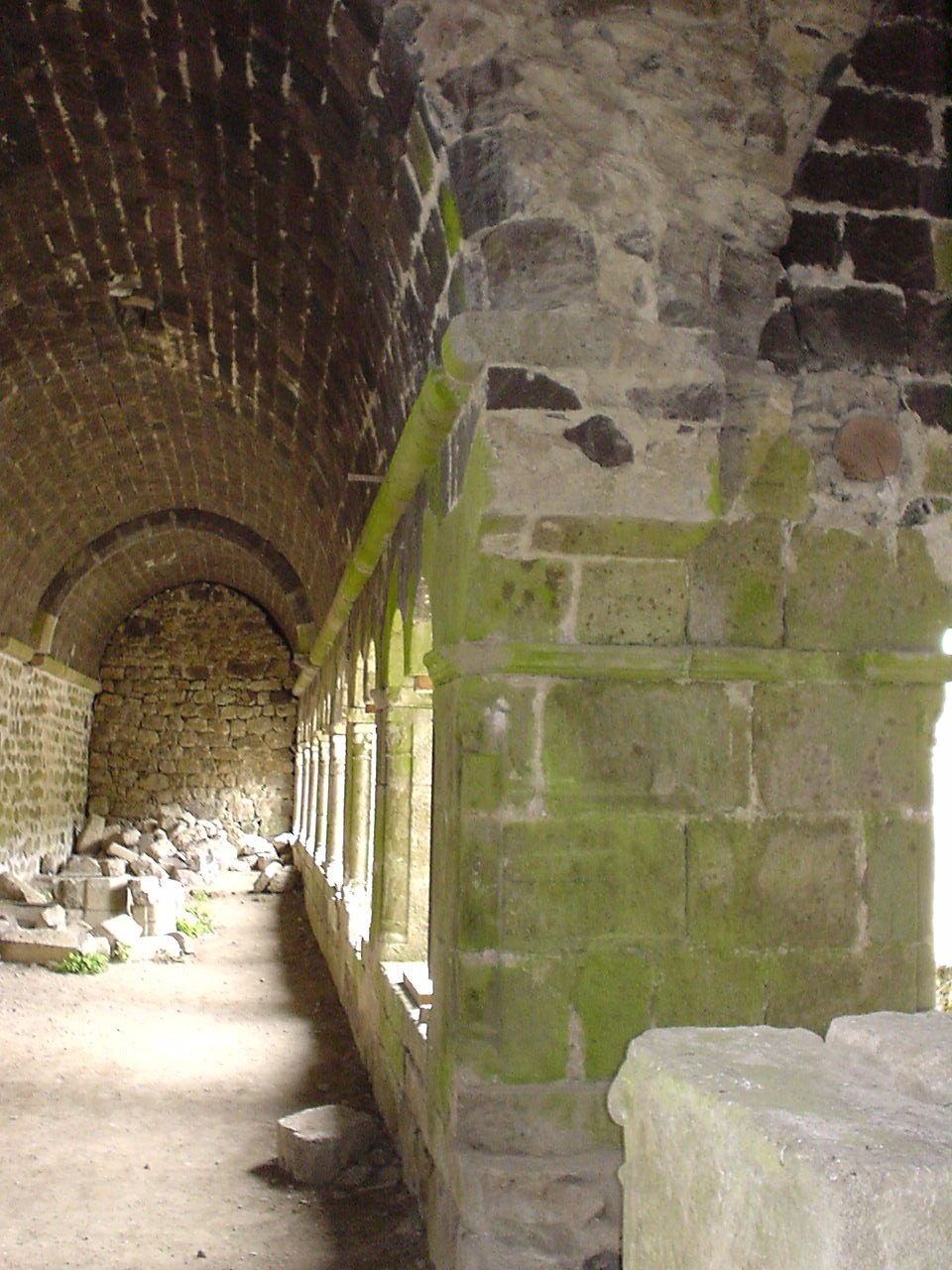
Kreuzgang, Westseite

Von der Klausur stehen noch Teile des Westflügels des im 14. und 15. Jahrhundert wiederhergestellten Kreuzgangs. Von der Kirche aus der Zeit um 1140 bis 1150 mit drei halbrunden Apsiden und schmalem Querschiff sowie dreischiffigem Langhaus mit im Mittelschiff vier quadratischen Jochen stehen noch große Teile der Außenmauern. Die Fassade besaß eine große Rosette.